# Hanníbal Giscó
Hanníbal (en púnic: 𐤇𐤍𐤁𐤏𐤋, ḥnbʿl; grec antic: Ἀννίβας, Annibas, llatí: Hannibal), anomenat Giscó en referència al seu pare, va ser un general cartaginès al capdavant de les tropes púniques (navals i terrestres) durant la Primera Guerra Púnica contra la República Romana. Les diverses derrotes que va patir davant de l'enemic el van portar a ser crucificat pels seus propis homes.

## Messana
Quan Hieró II de Siracusa derrotà els mamertins a la batalla del riu Longanus (269 aC, o bé 265 aC), ell romania a les Lípares amb una esquadra, i va aconseguir col·locar una guarnició cartaginesa a Messana. Llavors, els cartaginesos eren aliats de Hieró; però Hanníbal va considerar que el governant siracusà agafava massa poder, i li va aconsellar de concedir termes de pau favorables als mamertins.

## Agrigent
Hanníbal dirigia les forces púniques a Agrigent, quan els romans la van assetjar a la Primera Guerra Púnica, l'any 262 aC. Hanníbal no es va arriscar a un enfrontament, i es va defensar darrere les muralles. Els cònsols romans Luci Postumi Megel i Quint Mamili Vítul van establir dos campaments separats i van bloquejar la ciutat, que aviat va patir els efectes de la manca de subministraments. Hanníbal esperava el socors d'Hannó el Vell, que avançava cap a Heraclea per ajudar-lo, però Hannó no va poder seguir endavant i va ser derrotat en la batalla d'Agrigent. Hanníbal va fer una sortida contra els romans que tampoc no va reeixir, i va decidir evacuar la ciutat, cosa que va poder fer de nit forçant les línies enemigues i en una bona retirada fins a Panorm. Els romans van saquejar i cremar la ciutat d'Agrigent, i van esclavitzar a tota la població.

## Lípara
Hanníbal, que pel que sembla no l'havia perjudicat la derrota a Agrigent, va dirigir una flota de seixanta naus, amb què va assolar les costes del sud d'Itàlia (262 aC i 261 aC). L'any 261 aC, quan va saber que el cònsol Gneu Corneli Escipió Àsina marxava a la zona amb una flota de setanta vaixells, va enviar al seu lloctinent Boodes amb 20 galeres per fer-li front a Lípara. Boodes, amb un estratagema, va aconseguir guanyar la batalla de les illes Lípares i fer presoner Escipió.
Després d'aquesta victòria, Hanníbal va decidir atacar les costes d'Itàlia, i va marxar amb cinquanta vaixells, però es va trobar la flota romana principal i va perdre la major part de les seves naus. Va poder tornar amb dificultat a Sicília amb la resta de les naus, on es va reunir amb més vaixells cartaginesos i es va preparar per enfrontar-se amb el cònsol Gai Duïl·li, que el perseguia amb la flota romana.

## Miles
Les dues flotes es van trobar a Miles (Sicília). Hanníbal, refiat de la superioritat de la flota cartaginesa i la major experiència naval dels seus, pensava que obtindria una victòria fàcil, però els romans van lluitar amb molta força i, per una sèrie de circumstàncies (entre les quals, l'ús de tàctiques de la lluita terrestre aplicades a la guerra marina, com l'anomenat corb, que el cònsol Duïl·li va utilitzar per primera vegada) van obtenir la victòria a la batalla de Miles, i els romans van enfonsar o capturar no menys de cinquanta vaixells cartaginesos. Hanníbal va haver d'abandonar la seva pròpia nau, que tenia set línies de rems i havia estat propietat de Pirros de l'Epir), i escapar-se amb un bot.

## Caiguda i execució
Ja a Cartago, per mitjà d'un estratagema va aconseguir evitar el càstig que els cartaginesos aplicaven als seus generals derrotats, però temporalment el van privar del comandament.
L'any 258 aC, el van enviar altra vegada amb una flota per defensar Sardenya, que era atacada pels romans dirigits per Luci Corneli Escipió. No va tenir bona fortuna, i va ser derrotat de nou a la batalla de Sulcos per Gai Sulpici Patèrcul.
Havent perdut tota confiança, tant dels seus homes com dels seus superiors, va ser arrestat i executat per incompetència juntament amb altres generals púnics. Segons algunes fonts, va ser crucificat pels seus propis homes.